# Wegkreuz (Großwenkheim; Gücklert)

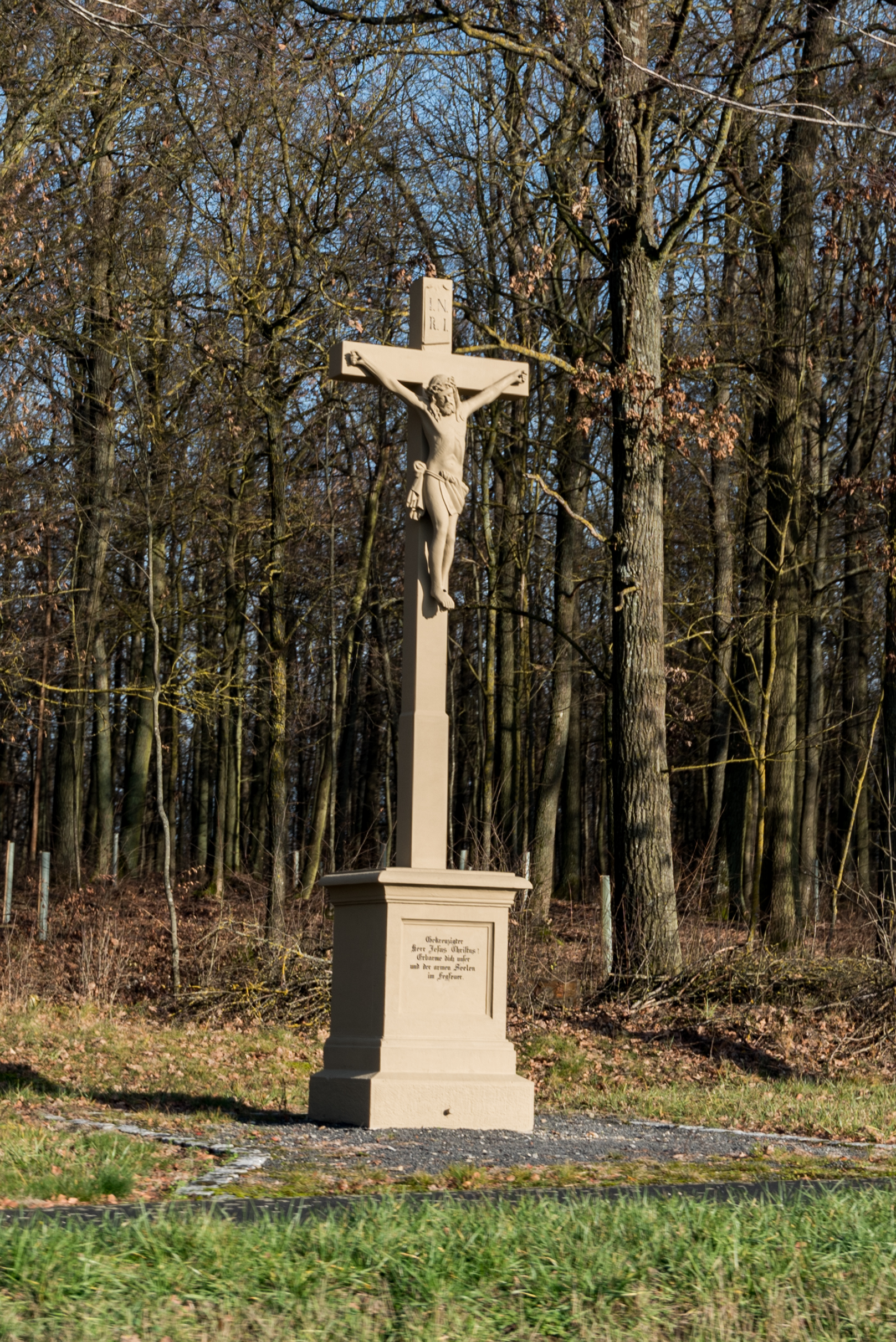
Wegkreuz in Großwenkheim, Gücklert

Das Wegkreuz Gücklert befindet sich in Großwenkheim, einem Gemeindeteil des Marktes Münnerstadt im unterfränkischen Landkreis Bad Kissingen im Gücklert an der Fahrstraße nach Großbardorf.
Das Wegkreuz gehört zu den Baudenkmälern von Münnerstadt und ist unter der Nummer D-6-72-135-151 in der Bayerischen Denkmalliste registriert.

## Beschreibung
Das ca. 300 cm Wegkreuz besteht aus Sandstein und entstand im Jahr 1918.
Der Sockel ist 120 cm hoch und 71 cm breit und trägt auf der Vorderseite folgende Inschrift:

„Gekreuzigter

Herr Jesus Christ

Erbarme dich unser

und der armen Seelen

im Fegfeuer.“

Die Rückseite trägt den Text:

„Stifter:

Joseph Fleischmann

u. dessen Ehefrau

Anna geb. Büttner

1918“

Aus den Aufzeichnungen von Herrn Eustach Schmitt von 1964 geht hervor:

„Vor alten Zeiten stand an dieser Stelle ein Holzkreuz, welches immer wieder vom Wind umgeworfen wurde. Darum ließ der hiesige Landwirt Josef Fleischmann, genannt „Briegets-Sepper“ geb. 16.12.1865, während des ersten Weltkriegs 1914/18 dieses Steinkreuz errichten. Es wurde an einem Sonntagnachmittag durch Pfarrer Zimmermann feierlich eingeweiht. An diesem Kreuze sind noch jahrelang die gelben Postkutschen mit Pferden und mit dem buntgekleideten Postillion vorbeigefahren, bis später die Post motorisiert wurde. Hier am Wald vorbei bließ mancher Postillion Lieder und Signale auf seinem Horn. - Entschwundene Romantik -“